# مربه‌دستان

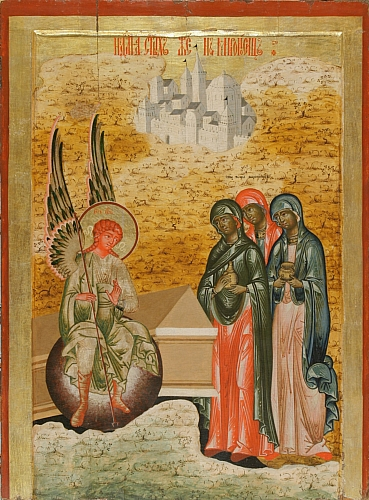
شمایل زنان مِرّبه‌دست (مریم عذرا، مریم کلوپا و مریم سالومه) در جوار گور مسیح، کیژی، روسیه. سده ۱۸ میلادی.

مربه‌دستان (به یونانی: Μυροφόροι، به لاتین: Myrophorae) در کلیسای ارتدکس شرقی، افرادی هستند که در کتاب عهد جدید از آن‌ها به عنوانِ کسانی یاد شده که در دفن عیسی مسیح و پس از آن با یافتن گور خالیِ او پس از رستاخیز مسیح حضور داشتند. مربه‌دستان بیشتر به زنانی اشاره دارد که به هنگام پگاه با در دست داشتنِ گیاهِ مِرّ به گور عیسی آمدند ولی آن را خالی یافتند. در کلیساهای غرب به این افراد «دو زنِ کنارِ گور» یا «سه مریم» گفته می‌شود.
یوسف رامی و نیکودموس که گفته می‌شود پیکر مسیح را از صلیب به پایین آورده و آن را با مر و صبر زرد مومیایی کرده و در پارچه کتانی تمیز پیچیده و در گور قرار دادند نیز در زمره مرداران به‌شمار می‌آیند.